# 圏外
圏外（けんがい）は、移動体通信サービスにおいて基地局の電波が受信できない状態である。対義語は圏内（けんない）である。
送受信機または受信機の表示器に表示される。基地局からの電波が著しく微弱な場合や到達していない場合はもちろん、基地局の電波の強さが十分な場合でも、干渉や妨害電波の影響を受けている場合は圏外となる。

## 由来
圏外は専門用語として古くから業務無線で使われていたが、自動車電話や携帯電話、PHSでもそのまま使われ、現在に至る。

## 検出方法
古典的な検出方法は、連続送信方式の基地局の電波を受信し、スケルチ回路にて検出するというものであった。現在の携帯電話では、通信品質を測定して検出している。

## 問題点

### 電話機として使えない問題
圏外の場合、通信機能が完全に失われるため、通信サービスを利用する事が出来ない。利用者にとっては不便であるが、技術的・経済的な事情から、圏外の場所（不感地帯）を完全に無くすことは不可能である。

### 待ち受け時間が短くなる問題
携帯電話では基地局からのタイミング情報を使った効率の良い間欠受信により待ち受け時間を長くしているが、圏外の場合はタイミング情報が得られないため、基地局タイミングとは無関係にやみくもに一定時間間隔で受信するしかなく、効率が悪いため待ち受け時間が短くなる。
ただし、最近の機種は、バッテリーの消耗を抑えるため最大10分程度まで、パイロット信号のチェックを徐々に受信間隔を増大させているようである。よって、長時間圏外にいた場合、圏内復帰までに時間が掛かることがある。
なお、基地局を探すために電波を頻繁に出すため、という説があるが、基地局が受信できてから送信すれば十分であるため、そのような方法はとられない。ただし、圏外から圏内になった際に位置登録がおこなわれることがあり、電波が不安定で圏内と圏外を繰り返す場合は位置登録に失敗し、何度かリトライするため電波を頻繁に出すことがある。